# Thomas Berkeley
Thomas Moreton FitzHardinge Berkeley (ur. 19 października 1796 w Cranford w hrabstwie Middlesex, zm. 27 sierpnia 1882 w Cranford) – brytyjski arystokrata, syn Fredericka Berkeleya, 5. hrabiego Berkeley i Mary Cole, córki Williama Cole’a. Thomas był pierwszym dzieckiem, który urodził się po powtórzonym ślubie rodziców (pierwszy ślub Fredericka i Mary nie został prawnie uznany), w związku z czym stał się dziedzicem ojcowskich tytułów, jako że trzej jego starsi bracia zostali uznani za dzieci nieślubne.
Thomas został ochrzczony 19 listopada 1796 r. w kościele St. Margaret’s-in-the-Fields w Londynie. Tytuł hrabiowski odziedziczył po śmierci swojego ojca w 1810 r. i zasiadł w Izbie Lordów. 16 czerwca 1814 r. ukończył naukę w Corpus Christi College na Uniwersytecie w Oksfordzie.
Nigdy się nie ożenił i nie pozostawił potomstwa. Zmarł w 1882 r. Po jego śmierci rozdzielono tytuły hrabiego i barona Berkeley. Baronia przypadła jego bratanicy, Louisie, zaś hrabstwo najbliższemu krewnemu w linii męskiej, George’owi, prawnukowi 4. hrabiego Berkeley.